# Lovelie Stanley Numa
Lovelie Stanley Numa, née a Port-au-Prince est journaliste et responsable d'un média en ligne Impulse webmedias,.

## Biographie
Lovelie Stanley Numa est née le 3 février à Port-au-Prince, où elle grandit et fait ses premiers pas dans le monde des médias et de l'activisme social. Elle débute ses études en sciences comptables à l'université de Port-au-Prince. Par la suite, elle s'orientée vers la communication et le journalisme,.
Depuis juin 2019, elle occupe le poste de directrice d'Impulse WebMedias, devenant ainsi l'une des premières femmes haitienne à diriger un média numérique en Haïti,.
En tant que coordinatrice générale et fondatrice du collectif des journalistes haïtiens engagés pour l’environnement (COJHEE), Lovelie s'investit dans les questions écologiques à travers  l'émission Planète verte. Elle est également co-présentatrice de l'émission pawòl devlòpman dirab, promouvant les 17 objectifs de développement durable en Haïti à travers la télévision nationale d’Haïti.
Lovelie Stanley Numa est vice-présidente de la section haïtienne de l’union internationale de la presse francophone  depuis 2017. Elle est correspondante pour plusieurs médias, notamment pour l'émission Alors on dit quoi de RFI et UCL News en Guadeloupe.

### Victime d'une agression
Lovelie Stanley Numa est victime d'une agression le 19 août 2023,. Pendant qu'elle effectue son travail journalistique au carrefour de l'Aéroport, elle est physiquement agressée par deux personnes se faisant passer pour des membres de la presse, pendant qu'elle interviewe Frère Luckson de la fondation zòn pa fè Moun sur les conditions d'insécurité affectant les enfants dans un orphelinat à Lilavois,,.
L'AHML a condamné cette aggression et a appelé les autorités policières et judiciaires à ouvrir une enquête. L'association, engagée depuis septembre 2016 pour une presse en ligne responsable, insiste sur la nécessité de réguler le secteur pour prévenir de telles agressions et préconise le recrutement de journalistes qualifiés et éthiques dans le domaine médiatique,,.

### Menacée de viol
Lovelie Stanley Numa indique avoir reçu des menaces anonymes sur son téléphone portable après avoir participé à une marche le 16 juin 2019, réclamant justice pour le journaliste Rospide Pétion[Qui ?], assassiné le 12 juin à port-au-prince.
Lovelie Stanley Numa a rapporté avoir reçu des menaces de viol, affirmant : « Si tu avais des préoccupations, tu ne serais pas dans les rues un dimanche pour manifester. Tu auras ce que tu mérites. ». La journaliste a saisi la direction centrale de la police judiciaire (DCPJ) pour l'ouverture d'une enquête,.

## Distinctions et reconnaissances
- Reconnue pour son leadership au sein de la francophonie, Lovelie fait partie des dix jeunes femmes sélectionnées lors de la troisième école d’été de la francophonie à tunis en 2010. Elle continue de jouer un rôle actif dans la promotion de la francophonie et de ses valeurs à travers ses actions et ses collaborations internationales[20],[21].
- En décembre 2020, Lovelie a reçu un certificat d’excellence pour sa contribution journalistique à la promotion de l’environnement en haïti par Acledda.
- Elle a également été honorée lors de la journée internationale des droits de la femme en 2021 par la team password, soulignant son modèle de leadership féminin dans la recherche d'un avenir plus égalitaire.
- Femmes Dofen Awards (2022)[22],[23].